# Kirtlandova letecká základna
Kirtlandova letecká základna (anglicky: Kirtland Air Force Base; IATA: ABQ, ICAO: KABQ) je vojenská letecká základna Letectva Spojených států v jižní části města Albuquerque v Novém Mexiku nacházející se poblíž Mezinárodního letiště Albuquerque. Je pojmenována po jednom z prvních amerických vojenských letců, plukovníku Royi C. Kirtlandovi. Vojenské a mezinárodní letiště sdílejí stejné ranveje, což činí z tohoto letiště civilně-vojenské letiště.
Základna je třetím největším zařízení Air Force Materiel Command; rozkládá se na celkové ploše 209 km2 a zaměstnává přes 23 tisíc lidí, včetně 4200 v aktivní službě, 3200 částečných rezervistů a 1000 příslušníků letecké složky národní gardy.